# Schletg
Der Schletg (auch: Ava da Nandro) ist ein etwa 14 Kilometer langer Bach im Kanton Graubünden, der bei Savognin auf 1160 m ü. M. der Julia zufliesst.

## Geographie

### Verlauf
Der Bach beginnt unweit der Fuorcla Curtegns als Ava da Curtegns auf etwa 2600 m ü. M. aus mehreren kleinen Quellbächen. Das Gebiet liegt am Fuss des Piz Cagniel. Kurz nach der Quelle an der Fuorcla da Curtegns passiert der Bach auch die naheliegende Fuorcla Starlera, wo ihm auf 2490 m ü. M. von links ein kleiner Bach zufliesst. Danach fliesst der Bach in nordöstlicher Richtung talwärts durch das Val Curtegns, während ihm von beiden Seiten laufend kleine Bäche zufliessen. Nach etwa 3,5 km biegt der Bach leicht nach Norden ab und erreicht die Baumgrenze, bis er nach weiteren 1,5 km auf 1850 m ü. M. mit der etwa gleich grossen Ava da Schmorras zusammenfliesst. Ab hier heisst der Bach nun Ava da Nandro. Er fliesst nun nordöstlich im Val Nandro vorbei an Radons und kommt einen weiteren Kilometer später in waldiges Gebiet. Hier fliesst ihm kurz nach Punt Pajer von rechts auf 1760 m ü. M. der Ual Pajer zu. Weitere kleine Bäche fliessen von beiden Seiten in den Bach, bis er weitere 2 km talwärts den ebenfalls von rechts kommenden Ual Tuorsch auf 1560 m ü. M. aufnimmt. Knapp einen Kilometer darauf ändert der Bach nochmals leicht die Richtung und fliesst ab da als Schletg Richtung Savognin. Etwas mehr als 2 km talwärts mündet er schliesslich in Savognin von links in die Julia.

### Einzugsgebiet
Das Einzugsgebiet des Schletg hat eine Grösse von etwa 47 km². Der höchste Punkt im Einzugsgebiet ist auf 3174 m ü. M. am Piz Arblatsch.